# Lee Sang-ki
Lee Sang-ki (hangul 이상기, ur. 5 czerwca 1966 w Jingyo) – południowokoreański szermierz szpadzista, brązowy medalista igrzysk olimpijskich i mistrzostw świata.
Na igrzyskach olimpijskich w Seulu w 1988 roku zajął siódme miejsce drużynowo i siedemnaste indywidualnie. Podczas igrzysk olimpijskich w Barcelonie w 1992 roku zajmował odpowiednio 10. i 27. miejsce. Na rozgrywanych cztery lata później igrzyskach olimpijskich w Atlancie ponownie był dziesiąty w zawodach drużynowych, a indywidualnie zajął 42. pozycję. Brał również udział w igrzyskach olimpijskich w Sydney w 2000 roku, gdzie indywidualnie wywalczył brązowy medal, plasując się za Rosjaninem Pawłem Kołobkowem i Francuzem Huguesem Obrym. Na tej samej imprezie Koreańczycy zajęli czwarte miejsce drużynowo.
Podczas mistrzostw świata w Atenach w 1994 roku wspólnie z Lee Sang-yeopem, Yoon Won-jinem i Ku Kyo-dongiem zdobył brązowy medal w rywalizacji drużynowej.
Ponadto zdobył złoto drużynowo na igrzyskach azjatyckich w Seulu (1986), złoto drużynowo i brąz indywidualnie na igrzyskach azjatyckich w Pekinie (1990), brąz drużynowo na igrzyskach azjatyckich w Hiroszimie (1994) oraz złoto drużynowo i srebro indywidualnie podczas igrzysk azjatyckich w Bangkoku (1998).